# Mnacakan Iskandarjan
Mnacakan Iskandarjan (* 15. května 1967 Leninakan) je bývalý sovětský a arménský zápasník – klasik, olympijský vítěz z roku 1992, který od roku 1994 reprezentoval Rusko.

## Sportovní kariéra
Zápasení se věnoval od svých 11 let v rodném Gjumri (dříve Leninakan). Vrcholově se připravoval v armádní tréninkovém centru SKA v Jerevanu. Jeho osobním trenérem byl Korjun Movsesjan. V sovětské mužské reprezentaci se prosazoval od konce osmdesátých let dvacátého století po boku Levona Džulfalakjana ve váze do 68 kg. Od roku 1990 startoval ve vyšší (velterové) váze do 74 kg. V roce 1992 byl vybrán do sjednoceného týmu postsovětských republik ke startu na olympijských hrách v Barceloně. V základní skupině olympijského turnaje potvrdil roli favorita a bez většího zaváhání postoupil z prvního místa ve skupině do souboje o celkové první místo. Svého finálového soupeře Poláka Józefa Tracze porazil 6:3 na body a získal zlatou olympijskou medaili. Po olympijských hrách mu arménský sport nenabídl dobré podmínky pro přípravu, proto od roku 1994 startoval pod vlajkou Ruska. V roce 1996 uspěl v ruské olympijské nominaci pro start na olympijských hrách v Atlantě. Bez ztráty technického bodu prošel do pátého kola, kde po vyrovnaném boji prohrál s Kubáncem Filiberto Azcuyem těsně 4:5 na body a obsadil konečné 5. místo. Vzápětí ukončil sportovní kariéru. Věnuje se trenérské práci.

## Výsledky
| Turnaj             | Sovětský svaz | Sovětský svaz | Sovětský svaz | Sovětský svaz | Sovětský svaz | Arménie | Arménie | Rusko | Rusko | Rusko |
| Turnaj             | 1987          | 1988          | 1989          | 1990          | 1991          | 1992    | 1993    | 1994  | 1995  | 1996  |
| Turnaj             | 20            | 21            | 22            | 23            | 24            | 25      | 26      | 27    | 28    | 29    |
| Turnaj             | -68           | -68           | -68           | -74           | -74           | -74     | -74     | -74   | -74   | -74   |
| ------------------ | ------------- | ------------- | ------------- | ------------- | ------------- | ------- | ------- | ----- | ----- | ----- |
| Olympijské hry     |               | —             |               |               |               | 1.      |         |       |       | 5.    |
| Mistrovství světa  | —             |               | —             | 1.            | 1.            |         | ?       | 1.    | 4.    |       |
| Mistrovství Evropy | —             | ?             | 2.            | ?             | 1.            | 1.      | ?       | —     | —     | 6.    |
| MS nadějí          | 1.            |               |               |               |               |         |         |       |       |       |